# Лейзерович, Израиль
Изра́иль Лейзеро́вич (пол. Izrael Lejzerowicz; 4 июня 1901, Лодзь — 1944, Треблинка) — польский эсперантский прозаик и журналист; выступал под псевдонимом Georgo Verda.

## Биография
Родился 4 июня 1902 г. в Лодзи. Эсперантист с 1912 г. После окончания Первой мировой войны основал в Лодзи молодёжную секцию Польской эсперанто-ассоциации и отделение Ассоциации рабочих-эсперантистов. Позднее руководил эсперанто-движением в Лодзи, преподавал эсперанто и считался одним из наиболее активных эсперантистов Польши. С 1925 г. — президент Еврейской эсперанто-ассоциации, в 1930 г. — генеральный секретарь оргкомитета 4-го Всепольского съезда эсперантистов. В 1926 году издал на идише учебник языка эсперанто לערנבוך פֿון דער אינטערנאַציִאָנאַלער שפּראַך עספּעראַנטאָ‎ (лернбух фун дер интернационалер шпрах эсперанто, Лодзь: Союз эсперанто Laboro).
Перу журналиста Лейзеровича принадлежали многочисленные статьи в эсперантской печати (в изданиях «Pola Esperantisto» — «Польский эсперантист», «Heroldo de Esperanto» — «Курьер эсперанто», «Literatura Mondo» — «Литературный мир»), посвящённые актуальным вопросам эсперанто-движения, борьбе с фашистской угрозой, строительству социализма в СССР. В частности, он ярко рассказывал об операции по спасению советскими лётчиками членов экспедиции О. Ю. Шмидта на пароходе «Челюскин», попавшем в ледовый плен в Чукотском море.
Известен многочисленными переводами на эсперанто. Перевёл: с идиша — пьесу «Дибук, или меж двух миров» (Dibuk, aŭ inter du mondoj) Соломона Ан-ского (1927), роман «Кастильская колдунья» (La Sorĉistino el Kastilio) (1933) Шолома Аша; с немецкого — новеллу «Амок» (Amok) (1935) Стефана Цвейга.
Во время оккупации Польши нацистами Лейзерович тайно организовал в Варшавском гетто вечер, посвящённый Л. Л. Заменгофу. Там же он начал перевод на эсперанто поэмы Адама Мицкевича «Конрад Валленрод» (оставшийся незавершённым). В 1944 году был вместе с семьёй арестован и вывезен в Треблинку, где и погиб.
Замечание. Не следует путать эсперантиста Израиля Лейзеровича с польским художником и поэтом (писавшим на идиш) Израилем Лейзеровичем, который:
- также родился в Лодзи, но 6 ноября 1902 года;
- также во время гитлеровской оккупации жил в гетто, но в Лодзинском гетто;
- также погиб в 1944 году (вместе с частью членов своей семьи) в нацистском концлагере, но в концлагере Освенцим.

## Книга «Из „Зелёной библии“»
Основное и наиболее известное произведение Лейзеровича — книга «Из „Зелёной библии“» (эсп. El la «Verda biblio») (1936) — яркая сатира на эсперанто-движение первой половины XX века (Ференц Силадьи называл эту книгу «одним из наиболее самобытных явлений во всей эсперанто-литературе»). В ней Лейзерович, имитируя стиль Библии и проводя аналогии между рассказом о сотворении мира и историей становления эсперанто-движения, излагал различные факты, связанные с созданием и началом распространения языка эсперанто. Всё это сопровождалось остроумными характеристиками основных деятелей, стоявших у истоков движения.
В книге известные деятели эсперанто-движения фигурируют под псевдонимами, которые легко расшифровываются читателем-эсперантистом: Kalomano Kalocsay (Кальман Калочай) выступает как Kalsurmano Galoŝej (kalo ‘мозоль’, sur ‘на’, mano ‘рука’; galoŝo ‘галоша’), Raymond Schwartz (Раймонд Шварц) — как Rajmond Ŝerc (ŝerco ‘шутка’), Theofile Cart (Теофил Кар) — как Diofilo Kara (dio ‘бог’, filo ‘сын’; kara ‘дорогой’), Andreo Cseh (Андрео Чех) — как Andreo Apud (замена ĉe ‘у, при’ на apud ‘около’).
Хорошее представление о стиле и содержании книги даёт её начало:

В начале Бесплотная Таинственность создала волапюк. И волапюк был бесформенным и хаотичным, и тьма была в нём. И Бесплотная Таинственность сказала: Да будет свет. И сделался эсперанто… И Дух назвал эсперанто Вечным Днём, а волапюк назвал Ночью…
Оригинальный текст (эсп.)En la komenco la Senkorpa Mistero kreis Volapükon. Kaj Volapük estis senforma kaj kaosa, kaj mallumo estis en ĝi. Kaj la Senkorpa Mistero diris: Estu lume. Kaj fariĝis Esperanto… Kaj la Spirito nomis Esperanto Eterna Tago, kaj Volapükon nomis Nokto…
— 
В том же духе повествуется и о грамматических особенностях эсперанто (например, об обязательности винительного падежа, которая обычно вызывает немало трудностей у изучающих язык):

И Дух создал винительный падеж… И Дух сказал: плодись и размножайся и наполняй зелёный язык и правь всеми прочими правилами из «Фундаменто»… Да будет винительный падеж мучить вас всегда!
Оригинальный текст (эсп.)Kaj la Spirito kreis la akuzativon… Kaj la Spirito diris: fruktu kaj multiĝu kaj plenigu la verdan lingvon kaj regu super ĉiuj ceteraj reguloj de la Fundamento… La akuzativo turmentu vin ĉiam!
— 